# تپه شاه ۱
تپه شاه ۱ مربوط به دوره اشکانیان - سده‌های اولیه و میانه دوران‌های تاریخی پس از اسلام است و در شهرستان ازنا، بخش جاپلق، دهستان جاپلق شرقی، ۲۰ متری جنوب و جنوب غربی روستای گنجه واقع شده و این اثر در تاریخ ۷ اسفند ۱۳۸۶ با شمارهٔ ثبت ۲۱۳۳۳ به‌عنوان یکی از آثار ملی ایران به ثبت رسیده است.